# Ренфилд (фильм)
«Ренфилд» (англ. Renfield) — американский комедийный фильм ужасов 2023 года, основанный на романе Брэма Стокера «Дракула», сиквел экранизации 1931 года. Главные роли в нём сыграли Николас Холт и Николас Кейдж. Фильм получил противоречивые отзывы критиков и зрителей, но игра Николаса Кейджа заслужила высокую оценку.

## Сюжет
Сценарий фильма связан с романом Брэма Стокера «Дракула». «Ренфилд» является сиквелом одной из предыдущих экранизаций книги — фильма «Дракула» 1931 года.
Главный герой фильма — английский адвокат Р. М. Ренфилд, ставший в начале XX века слугой трансильванского вампира графа Дракулы и получивший благодаря этому бессмертие и сверхсилу. Основное действие начинается спустя 90 лет, когда Ренфилд уже утомлён жестоким обращением Дракулы. После переезда героев в Новый Орлеан Ренфилд находит 12-шаговую группу самопомощи для людей, находящихся в созависимых отношениях. Под впечатлением от услышанного на собраниях этой группы он решает устроить свою жизнь отдельно от Дракулы. Узнав о его предательстве, граф убивает членов группы у него на глазах. На помощь Ренфилду приходит офицер полиции Ребекка Куинси, которой он перед этим спас жизнь: вдвоём герои сражаются с коррумпированными полицейскими и мафией.
Ренфилд рассказывает Ребекке, кто он, и говорит, что хочет исправиться. Благодаря помощи сестры Ребекки Кейт (агента ФБР) герои побеждают Дракулу и разрубают его тело на куски, либо окончательно уничтожив его, либо максимально затруднив воскрешение. Затем Ренфилд исцеляет Кейт и воскрешает своих друзей из группы самопомощи, чувствуя в себе силы начать новую жизнь.

## В ролях
- Николас Холт — Ренфилд
- Николас Кейдж — Дракула
- Аквафина — Ребекка Куинси
- Бен Шварц — Тедди Лобо, гангстер
- Шохре Агдашлу — Элла, криминальный босс
- Эдриан Мартинес — Крис Маркос
- Уильям Рэгсдейл — священник

## Создание и релиз
Работа над фильмом началась в 2019 году, когда в качестве режиссёра был нанят Декстер Флетчер. Изначально предполагалось, что классический сюжет о Дракуле будет пересмотрен в комедийном духе. Весной 2021 года Флетчер покинул проект ради работы над другим фильмом, его место занял Крис Маккей. Николас Холт в августе 2021 года получил роль Ренфилда, Николас Кейдж в ноябре того же года — роль Дракулы. Позже к актёрскому коллективу присоединились Аквафина, Бен Шварц, Адриан Мартинес, Шохре Агдашлу и другие.
Сценарий картины написал Райан Ридли, продюсерами стали Маккей, Роберт Киркман, Дэвид Алперт, Брайан Ферст, Шон Ферст, Саманта Нисенбойм, оператором — Митчелл Амундсен. Съёмки начались в Новом Орлеане 3 февраля 2022 года.
Премьера «Ренфилда» состоялась 30 марта 2023 года на кинофестивале Overlook. 14 апреля фильм вышел в американский театральный прокат, 6 июня появился на Blu-Ray и DVD, 9 июня — на стриминговом сервисе Peacock.

## Оценки
«Ренфилд» собрал в прокате 26,9 млн долларов, что означало при бюджете в 65 млн полный провал. На сайте-агрегаторе отзывов Rotten Tomatoes фильм получил рейтинг 58 % при средней оценке 5,8/10, на сайте Metacritic — 53 балла из 100.
Тим Роби из The Daily Telegraph оценил «Ренфилда» на три звезды из пяти, написав в своей рецензии, что этот фильм снят всего лишь на уровне «Баффи» и «Блэйда». Эми Николсон из The Wall Street Journal сочла основную сюжетную линию слишком слабой, отметив при этом ряд удачных шуток. Кевину Майеру из The Times фильм показался слишком кровавым и утомительным. Эллисон Уиллмор из Vulture назвала идею, лежащую в основе сюжета, интересной, но констатировала, что в целом материала недостаточно для качественного полнометражного фильма. По мнению Питера Трэверса из ABC News, новая интерпретация классической истории в фильме оказалась поглощена сюжетными клише из боевиков категории R.
Оля Смолина из «Фильм.ру» увидела в «Ренфилде» переосмысление «мифологии вампиризма с точки зрения психологии нарциссической жертвы». По её мнению, в тот момент, когда главный герой решает порвать с Дракулой, «фильм постепенно теряет весь свой шарм и обаяние: на смену затейливой концепции вампиризма приходит избыточный, местами некомфортный экшен», который отчасти спасает игра Николаса Кейджа.
«Ренфилд» был номинирован на премию Golden Trailer Awards 2023 года.